# Pokojišče
Pokojišče je naselje v Občini Vrhnika.